# Little Runaway
Little Runaway is een nummer van de Britse zangeres Celeste uit 2020. Het is de vierde single van haar titelloze debuutalbum.
Celeste zei over het nummer: "Little Runaway is een lied over het verliezen van je geloof, ook al is het maar voor een moment, en het zoeken naar antwoorden van geesten, want niets lijkt logisch op deze planeet. Mijn favoriete regel in het nummer is ‘Good news I could use some’. Ik geloof dat iedereen een beschermengel heeft, en dat ben ik die met de mijne praat. De verzen begonnen eigenlijk met een saxofoon-sample en uiteindelijk veranderde het in de melodie. Ik speel de saxofoon altijd terug in mijn hoofd, ook al is het niet te horen in het nummer." Het nummer wist alleen de hitlijsten te bereiken in Nederland en België, waar het een bescheiden succesje werd. In Nederland bereikte het de 9e positie in de Tipparade, terwijl het in de Vlaamse Ultratop 50 de 45e positie bereikte.